# ستيفن كوين
ستيفن كوين (بالإنجليزية: Stephen Quinn)‏ (مواليد 1 أبريل 1986) هو لاعب كرة قدم. يلعب مع منتخب جمهورية أيرلندا لكرة القدم. سبق له أن لعب في بطولة أمم أوروبا لكرة القدم 2016 مع منتخب بلاده.

## مسيرته الكروية
لعب ستيفن كوين خلال مسيرته الاحترافية مع 7 أندية في تسعة عشر موسمًا وسجل خلالها 26 هدفًا ضمن 428 مباراة. ولم يفز بأي موسم بالكأس أو بالدوري.
خاض ستيفن كوين مسيرته مع نادي باتريك أتلتيك ما بين عامي 2004 و2005 لمدة موسم واحد، مشاركًا في مباراة ولم يسجل أي هدف. ثم انتقل إلى نادي شيفيلد يونايتد في موسم 2004–05 في المرة الأولى لمدة موسم واحد ثم في موسم 2006–07 ليلعب معه سبعة مواسم، حيث شارك طوالها في 206 مباراة سجل خلالها 20 هدف. لينتقل بعدها إلى نادي روذرهام يونايتد في موسم 2005–06 لمدة موسم واحد، مشاركًا في 16 مباراة ولم يسجل أي هدف. ثم انتقل إلى نادي هال سيتي في موسم 2012–13 واستمر معه طيلة ثلاثة مواسم، مشاركًا في 85 مباراة سجل خلالها 4 أهداف. هذا وانتقل لاحقًا إلى نادي ريدنغ في موسم 2015–16 واستمر معه طيلة ثلاثة مواسم، مشاركًا في 34 مباراة سجل خلالها هدفًا واحدًا. ثم انتقل بعدها إلى نادي بيرتن ألبيون في موسم 2018–19 ولمدة موسمين، مشاركًا في 71 مباراة سجل خلالها هدفًا واحدًا أيضًا.

## روابط خارجية
- ستيفن كوين على موقع الاتحاد الأوربي (الإنجليزية)
- ستيفن كوين على موقع قاعدة بيانات كرة القدم.إي يو (الإنجليزية)
- ستيفن كوين على موقع ناشيونال فوتبول تيمز (الإنجليزية)
- ستيفن كوين على موقع Soccerbase.com (لاعب) (الإنجليزية)
- ستيفن كوين على موقع Soccerway.com (الإنجليزية)
- ستيفن كوين على موقع عالم كرة القدم.نت (الإنجليزية)
- ستيفن كوين على موقع كووورة
- ستيفن كوين على موقع AS.com (الإسبانية)